# Stephenson Nunatak
Stephenson Nunatak är en nunatak i Antarktis. Den ligger i Västantarktis. Argentina, Chile och Storbritannien gör anspråk på området. Toppen på Stephenson Nunatak är 640 meter över havet.
Terrängen runt Stephenson Nunatak är huvudsakligen platt, men åt sydost är den kuperad. Trakten är obefolkad. Det finns inga samhällen i närheten.